# May (singel B’z)
May – dwudziesty ósmy singel japońskiego zespołu B’z, wydany 24 maja 2000 roku. Osiągnął 1 pozycję w rankingu Oricon i pozostał na liście przez 13 tygodni, sprzedał się w nakładzie 695 250 egzemplarzy. Singel zdobył status podwójnej platynowej płyty.
Utwór You pray, I stay został wykorzystany w reklamie Super Chu-Hi (jap. スーパーチューハイ Sūpā Chū-Hai) firmy Suntory.

## Lista utworów
| Nr | Tytuł              | Czas |
| -- | ------------------ | ---- |
| 1. | „May”              | 4:17 |
| 2. | „You pray, I stay” | 4:14 |

## Muzycy
- Tak Matsumoto: gitara, kompozycja i aranżacja utworów
- Kōshi Inaba: wokal, teksty utworów, aranżacja
- Kaichi Kurose: perkusja (#2)
- Vagabond Suzuki: gitara basowa (#2)
- Shōtarō Mitsuzono: gitara basowa (#2)
- Akira Onozuka: fortepian (#1)
- Daisuke Ikeda: manipulator (#2)
- Kōsuke Ōshima: aranżacja (#1)

## Notowania
| Lista                                  | Pozycja |
| -------------------------------------- | ------- |
| Oricon Weekly Singles Chart            | 1       |
| Oricon Monthly Singles Chart           | 2       |
| Oricon Yearly Singles Chart (rok 2000) | 29      |